# بروسنیتسا (گورنگی میلانوواتس)
بروسنیتسا (به صربی: Brusnica) یک روستا در صربستان است که در ناحیه موراویتسا واقع شده‌است. بروسنیتسا ۶۵۰ نفر جمعیت دارد.